# Bathyaulax appelatrix
Bathyaulax appelatrix (лат.) — вид паразитических наездников рода Bathyaulax из семейства Braconidae.

## Распространение
Встречается в Африке (ЮАР).

## Описание
Бракониды среднего размера, длина тела около 1 см (тело 13 мм, переднее крыло 12 мм, яйцеклад 11 мм). Усики тонкие, нитевидные От близких родов отличается следующими признаками: 4-й тергит гладкий; срединная область 3-го тергита полосатая, но не приподнятая и не выемчатая; лицо гранулированное . Основная окраска оранжево-коричневая, кроме чёрных усиков, лица, вершин мандибул и яйцеклада. Предположительно, как и близкие виды, паразитоиды личинок древесных жуков. Вид был впервые описан в 1909 году, а его валидный статус подтверждён входе ревизии, проведённой 2007 году энтомологами Austin Kaartinen (University of Helsinki, Финляндия) и Donald Quicke (Chulalongkorn University, Бангкок, Таиланд).